# Angoasă

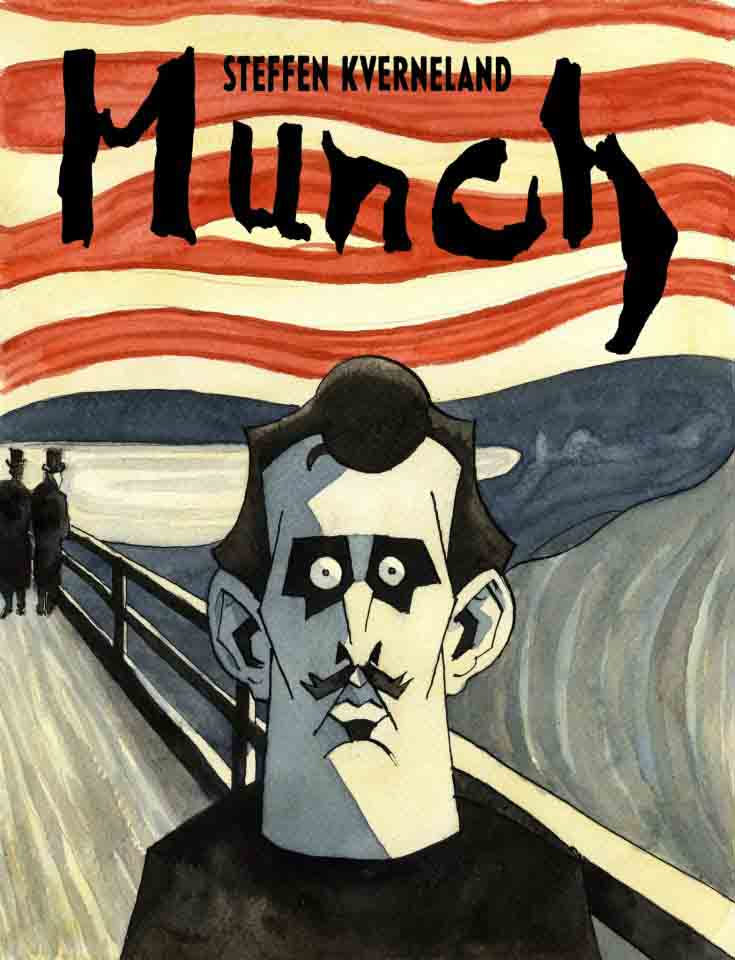
Poster realizat de Steffen Kverneland pentru promovarea unei expoziții Edvard Munch, sugerând seria celebră de patru tablouri Țipătul (1893), care la rândul său, încerca să sugereze "un țipăt infinit," generat de o angoasă vecină cu frica animalică.

Angoasa (originar folosită ca  angst, din daneză) este definită în psihologie, dar și existențialism, drept o stare caracterizată prin neliniște, tulburare, îngrijorare (adesea patologică, în cazul psihologiei).

## Sensul dat de Kierkegaard
Angoasa, sau angst, semnifică frică sau anxietate. Cuvântul angst, provenit din daneză, a fost introdus în multe limbi, dar și în engleză datorită lucrărilor filozofului danez Søren Kierkegaard, urmate de cele ale psihanalistului austriac Sigmund Freud.    Cuvântul este utilizat pentru a descrie o stare intensă de anxietate și/sau intense frământări interioare.

## În alte limbi
În limba germană, terminologia folosită în psihologie și filozofie face distincție între Angst și Furcht. Astfel, în timp ce Angst este tradus prin angoasă ori anxietate, deci o emoție nedirecționată și nemotivată, Furcht implică sentimentul primar. În limbajul comun, este vice-versa, Angst este cuvântul uzual folosit pentru frică, în timp ce cuvântul Furcht prezintă sensul elevat. 

## Existențialism
În filozofia Existențialistă termenul angst poartă o anumită încărcătură conceptuală. Utilizarea termenului pentru prima dată este atribuită filozofului danez Søren Kierkegaard (1813–1855).